# Colletes delodontus
Colletes delodontus är en biart som beskrevs av Henry Lorenz Viereck 1903. Colletes delodontus ingår i släktet sidenbin, och familjen korttungebin. Inga underarter finns listade i Catalogue of Life.